# 戦国アニマル極楽浄土
戦国アニマル極楽浄土（せんごくアニマルごくらくじょうど）は、OWLscroll所属の日本の女性アイドルグループ。2024年9月まではKABUKIMONO'DOGsに所属しており移籍後もKABUKIMONO'DOGsのイベントには所属グループと同様に出演しており、メディア掲載の際もKABUKIMONO'DOGs所属として扱われることも多い。グループの略称は戦極(せんきょく)。

## 概要
前身グループといえる玉響-たまゆら-から引き続きの「和風×EDM」のサウンドに新たに「動物×寸劇」をかけ合わせたコンセプトを持つ。
日本の「和」をコンセプトとしているためワンマンライブの表記を「単独公演」と明記している。またメンバーを動物に見立てており、候補生メンバーを「サポートアニマル」と呼称している。主催イベントに「和興亭」「シン・盟友戦線」等。

## 略歴
2023年11月5日に初期メンバーが全員卒業した後の体制を"シン体制"と呼称している。
- 2018年
  - 10月4日：戦国アニマル極楽浄土結成。デビュー単独公演「戦極-黎明の乱-」を吉祥寺CLUB SEATAで開催。

- 2019年
  - 5月11日：楽曲「契-ちぎり-」、「戦極-乱舞の巻-」、「ホンジツ極楽ニツキ浄土ス。」をカラオケ機種JOYSOUNDにて配信開始。
  - 6月19・25日：グループ初となる名古屋での単独公演「武者修行」をRAD HALLにて開催
  - 7月1日：渋谷109の映像モニターに、戦極ティザーPVが同月の8日まで公開される。
  - 9月3日：狐々ちーりんがメンバー加入。7人体制による活動を開始。
  - 10月7日：1周年記念単独公演「戦極-幻月の乱-」を新宿BLAZEにて開催。

- 2020年
  - 2月17日：渋谷109の映像モニターに、「灯籠遊び」のMVが同月23日まで公開される。
  - 2月25日：TSUTAYA O-WESTにて単独公演「ANIMAL's IMPACT」を開催[4]。
  - 9月30日：「灯籠遊び」のリリースイベントにてROUND1にて公開生配信が行われた。
  - 10月26日 ：2周年記念単独公演「戦極-斬撃の乱-」をTSUTAYA O-EASTにて開催[5]。

- 2021年
  - 4月14日：楽曲「結晶」、「灯籠遊び」、「浮世世界」、「輪廻転生」をカラオケ機種JOYSOUNDにて配信開始。
  - 6月8日：無料単独公演「ドリンク代だけ持ってきな」を新宿BLAZEにて開催。
  - 9月11日：楽曲「百花繚乱」、「彩賽」、「夢、現ヲ抜カス」、「鳳蝶」をカラオケ機種JOYSOUNDにて配信開始。
  - 10月18日：3周年記念単独公演「戦極-伏龍の乱-」をZeppDiverCityにて開催[6]。
  - 11月1日：寅丸さらさ、好蘭ありさ、兎遊みゆうの三名がグループを卒業。
  - 11月4日：無料単独公演「戦極-転生の巻-」にて新メンバー羊夢叶華、呼狗狸穂月、有栖川かほの三名がメンバー加入[7]。以降7人体制の活動となる。

- 2022年
  - 2月9・10日：渋谷Milkywayにて2日間に渡るワンマン公演「再醒ノ刻」を開催[8][9]。
  - 8月4日：有栖川かほが卒業[10]。
  - 9月12日：サポートアニマルとして凸十己るる、鷹嶺怜奈が参加[11]。
  - 9月12日～9月30日：AIBECKとのスプリットツアー「Split Tours〜Road to Zepp Haneda〜」を12日川崎セルビアンナイト、18日神戸HarborStudio、19日246LIVEHOUSE GABU、23日伏見ライオンシアター、24日サンシャインサカエグランドキャニオン広場、26日柏ThumbUp、30日池袋SOUND PEASEにて開催。
  - 9月27日：鷹嶺怜奈がサポート終了[12]。
  - 10月3日：凸十己るるが正式メンバーとして加入[13]。
  - 12月31日：羊夢叶華が卒業[14]。

- 2023年
  - 3月29日：窮鼠百合、鴻森月紫が卒業[15]。
  - 4月23日：TOKYO GRAVURE IDOL FESTIVALとの連動企画「春のTGIF 週プレ賞 2023」に、グループを代表して海飛あお、呼狗狸穂月、狐々ちーりん、凸十己るるが参加[16]。
  - 8月2日：狐々ちーりんが卒業[17]。
  - 8月5日：瑚白うみ、緋狼紫稀が加入[18]。
  - 9月10日：サポートアニマルとして蛇好夏目、猫屋敷くろえが参加。
  - 10月16日：5周年記念単独公演「戦極-武装の乱-」をEX THEATER ROPPONGIにて開催。
  - 11月5日：海飛あお、呼狗狸穂月が卒業[19]。
  - 11月7日：蛇好夏目、猫屋敷くろえが正式メンバーに昇格。豹真恋鈴が新メンバーとして加入[20]。

- 2024年
  - 4月15日～29日：CYCLONISTAとのスプリットツアー「ANIMAL STORM TOUR」を開催。
  - 5月22日：凸十已るるが脱退[21]。
  - 5月24日：蒼蝶莉奈が加入[22]。
  - 7月2日：7月30日の公演をもって猫屋敷くろえの移籍が発表された。 8月8日より同レーベルのPanic Monster !n Wonderlandのクロエとして活動する。
  - 8月6日：池袋SOUND PEACEにて開催された事務所主催ライブPEACE TUESDAYにて獅月うらら、戌飼朱莉がサポートアニマルとして加入[注 1]。
  - 8月22日：新宿ナインスパイスにて開催された「和興亭#FINAL」にて獅月うらら、戌飼朱莉が正式メンバーに昇格。
  - 10月1日：音楽レーベルOWLscrollに移籍
  - 11月26日：獅月うららが卒業。
  - 12月14日～19日：日本橋ポルックスシアター(14日)、SOUNDSPACEDEEP(15日)、新宿ナインスパイス(19日)にミリオン！～Million Heaven Tokyo～との動員対決東名阪SPLITTOUR【賭戦】を開催[注 2]。

- 2025年
  - 1月31日：「全力動物砲」をデジタルリリース。リリースを記念した「あつまれ!アニマルの森ツアー」を開始。
  - 3月1日～9日：戦国アニマル極楽浄土×ヲドルマヨナカ 東名阪SPLIT TOUR 『ヨル征ク獣道』の第2弾を日本橋ポルックスシアター(1日)、RADHALL(2日)、池袋SOUND PEACE(9日)に開催[注 3]。
  - 3月24日：Club Asiaにて単独公演「明鏡止水」を開催。
  - 5月5日～5月11日：神薙ラビッツ、花魁道中とのスプリットツアー「神戦花」を5日北堀江club vijon（大阪）、6日X-HALL-ZEN（名古屋）、11日池袋SOUND PEACEにて開催。また5日には新メンバーとして火蜥蜴いず、杜野ここあ、花菱瑠璃が加入し8人体制となる。
  - 7月18日～7月20日：中国広州にて開催されたMOMENTIA FESに出演(18日太古倉mao livehousu、19日中大MaoLivehouse2号館、20日中大MaoLivehouse1号館)[23]。
  - 7月21日：中国広州の中大mao livehouse2号館にてワンマンライブ「焔延焼」開催。

## メンバー
| 名前                          | 誕生日   | 出身     | 愛称       | 担当カラー | 担当アニマル | 趣味                     | 備考                         |
| ----------------------------- | -------- | -------- | ---------- | ---------- | ------------ | ------------------------ | ---------------------------- |
| 瑚白 うみ （こはく うみ）     | 7月6日   | 青森県   | うみちゃん | 白         | 白鳥         |                          | 元READY TO KISS              |
| 緋狼 紫稀 （ひえな しき）     | 1月25日  | 埼玉県   | おしき     | 紫         | 狼           | ダンス、アニメグッズ収集 |                              |
| 豹真 恋鈴 （ひょうま こりん） | 9月12日  | 埼玉県   | こりん     | ピンク     | 豹           |                          |                              |
| 蒼蝶 莉奈 （あげは りな）     | 12月22日 | 東京都   | ﾘﾅﾁｬﾝ      | 青         | 蝶           |                          | 元哀愁TOモメンタム・GiMMiCK  |
| 戌飼 朱莉 （いぬかい しゅり） | 2月18日  | 東京都   | しゅりんご | 赤         | 犬           |                          |                              |
| 火蜥蜴 いず （ひとかげ いず） | 10月14日 |          | いず様     | 緑         | トカゲ       |                          |                              |
| 杜野 ここあ （もりの ここあ） | 6月12日  | 広島県   | こあちゃん | 橙         | コアラ       |                          |                              |
| 花菱 るり （はなびし るり）   | 9月16日  | 神奈川県 |            | 黄         | ハチ         |                          | 元スリジエ・＃ワールドカオス |

### 旧メンバー
| 名前                                | 誕生日   | 担当カラー       | 担当アニマル | 卒業           | 備考                              | 趣味                               |
| ----------------------------------- | -------- | ---------------- | ------------ | -------------- | --------------------------------- | ---------------------------------- |
| 寅丸 さらさ （とらまる さらさ）     | 12月3日  | 黄               | 虎           | 2021年11月1日  | 後に虹色の飛行少女へ              |                                    |
| 好蘭 ありさ （こうら ありさ）       | 9月25日  | 緑               | 亀           | 2021年11月1日  |                                   |                                    |
| 兎遊 みゆう （うゆ みゆう）         | 4月27日  | ピンク           | 兎           | 2021年11月1日  |                                   |                                    |
| 有栖川 かほ （ありすがわ かほ）     |          | 黄               | リス         | 2022年8月4日   |                                   |                                    |
| 羊夢 叶華 （ようむ かなか）         | 6月5日   | ピンク           | 羊           | 2022年12月31日 |                                   |                                    |
| 窮鼠 百合 （きゅうそ ゆり）         | 7月7日   | 白               | 鼠           | 2023年3月29日  | グループの初代リーダー            |                                    |
| 鴻森 月紫 （こうのもり つくし）     | 11月16日 | 紫               | 蝙蝠         | 2023年3月29日  |                                   |                                    |
| 狐々 ちーりん （こんこん ちーりん） | 11月11日 | 赤               | 狐           | 2023年8月2日   |                                   |                                    |
| 海飛 あお （かいひ あお）           | 10月10日 | まいぺーすぶるー | ペンギン     | 2023年11月5日  |                                   | 推し貯金                           |
| 呼狗狸 穂月 （こくり ほづき）       | 10月22日 | 緑               | 狸           | 2023年11月5日  |                                   | うさぎと遊ぶこと、ドラム、アイボン |
| 凸十己 るる （とっとこ るる）       | 3月28日  | 黄               | ハムスター   | 2024年5月22日  |                                   |                                    |
| 蛇好 夏目 （じゃこう なつめ）       | 12月8日  | 緑               | 蛇           | 2024年7月30日  |                                   |                                    |
| 猫屋敷 くろえ （ねこやしき くろえ） | 5月29日  | 赤               | 猫           | 2024年7月30日  | Panic Monster !n Wonderlandに移籍 |                                    |
| 獅月 うらら （しづき うらら）       | 5月24日  | 黄               | ライオン     | 2024年11月26日 | ODD CIPHER 0へ移籍                |                                    |

## 作品

### シングル
| #   | 発売日         | タイトル                 | 規格品番 |
| --- | -------------- | ------------------------ | -------- |
| 1st | 2018年12月3日  | 契-ちぎり-               | 会場限定 |
| 2nd | 2019年1月23日  | 戦極-乱舞の巻-           | 会場限定 |
| 3rd | 2019年3月1日   | ホンジツ極楽ニツキ浄土ス | 会場限定 |
| 4th | 2019年12月21日 | 灯籠遊び                 | SKRD-4   |
| 5th | 2020年10月26日 | 浮世世界                 | SKRD-007 |

### アルバム
|     | 発売日        | タイトル     | 規格 | 規格品番 | 収録曲 | 備考                                                              |
| --- | ------------- | ------------ | ---- | -------- | --- | ----------------------------------------------------------------- |
| 1st | 2020年3月6日  | 輪廻転生     | CD   | SKRD-005 | 1. 輪廻転生 2. あさきゆめみし 3. 春夏秋冬 4. -乱舞の巻- 5. 続前世恋絵巻 6. EVER 7. 夢桜 8. 戦極 -宵宮の巻- 9. ホンジツ極楽ニツキ浄土ス。 10. 乱世継承 11. 奏色恋音 12. 契 -ちぎり- |                                                                   |
| 2nd | 2021年4月22日 | 百花繚乱     | CD   | SKRD-008 | 1. 百花繚乱 2. 鳳蝶 3. 夢、現ヲ抜カス 4. 采賽 5. 戦極 睡蓮の巻 6. かぐや 7. 結晶 8. 灯籠遊び 9. 采賽 Instrumental ver. 10. かぐや Instrumental ver. 11. 百花繚乱 Instrumental ver. |                                                                   |
| 3rd | 2022年8月18日 | 戦のまにまに | CD   | SKRD-9   | 1. 戦果 2. 輪廻転生 3. 夢幻泡影 4. 浮世世界 5. 鳳蝶 6. 契 －ちぎり－ 7. 拝啓、徒然なるままに | 2024年3月16日付けiTunes Store • J-Popトップアルバム ハンガリー1位 |
| 4th | 2024年9月30日 | 戦極-全巻-   | 配信 |          | 1. 叶え 2. 輪廻転生 (Ver.2024) 3. 灯籠遊び 4. 鳳蝶 (Ver.2024) 5. 夢、現ヲ抜カス (Ver.2024) 6. 浮世世界 (Ver.2024) 7. 百花繚乱 (Ver.2024) 8. 拝啓、徒然なるままに (Ver.2024) 9. 戦果 (Ver.2024) 10. 差した光は (Ver.2024) 11. 永遠に (Ver.2024) 12. 篝火は消える刹那 (Ver.2024) 13. 結晶 (Ver.2024) 14. 契-ちぎり- (Ver.2024) |                                                                   |

#### 配信シングル
| #    | 発売日         | タイトル                                           | 備考               |
| ---- | -------------- | -------------------------------------------------- | ------------------ |
| 1st  | 2019年7月7日   | 契-ちぎり- 戦乱-乱舞の巻- ホンジツ極楽ニツキ浄土ス | 三作品同時リリース |
| 2nd  | 2020年11月25日 | 浮世世界                                           |                    |
| 3rd  | 2020年12月4日  | 結晶                                               |                    |
| 4th  | 2021年1月22日  | 鳳蝶                                               |                    |
| 5th  | 2021年3月15日  | 采賽                                               |                    |
| 6th  | 2021年4月12日  | 夢、現ヲ抜カス                                     |                    |
| 7th  | 2021年9月1日   | 百花繚乱                                           |                    |
| 8th  | 2021年12月25日 | 拝啓、従然なるままに                               |                    |
| 9th  | 2022年2月9日   | 夢幻泡影                                           |                    |
| 10th | 2022年11月28日 | 永遠に                                             |                    |
| 11th | 2023年2月14日  | 差した光は                                         |                    |
| 12th | 2023年8月18日  | 篝火は消える刹那                                   |                    |
| 12th | 2025年1月31日  | 全力動物砲                                         |                    |
| 13th | 2025年5月11日  | 焔                                                 |                    |
| 14th | 2025年7月7日   | 暁の願い                                           |                    |

## タイアップ
| 楽曲                 | タイアップ                                                                    | 収録作品                    |
| -------------------- | ----------------------------------------------------------------------------- | --------------------------- |
| 戦極-乱舞の巻-       | フジテレビ 魔女に言われたい夜〜正直すぎる品定め〜 2019年4月エンディングテーマ | デジタル配信シングル        |
| 輪廻転生             | フジテレビ 全力!脱力タイムズ 2020年10月、11月エンディングテーマ               | 1stアルバム「輪廻転生」     |
| 拝啓、徒然なるままに | テレビ朝日 空気階段の空気観察 2021年12月エンディングテーマ                    | デジタル配信シングル        |
| 戦果                 | フジテレビ Tune 2022年9月エンディングテーマ                                   | 3rdアルバム「戦のまにまに」 |

## 書籍
- 雑誌グラビアプレス Vol.2(2020年2月29日)狐々ちーりん
- BUBKA7月号(2021年5月31日)好蘭ありさ
- 週刊FLASH(2021年6月1日)
- KERA(2021年6月2日)ミクチャとのコラボによる特別復刊号　寅丸さらさ
- BUBKA8月号(2021年6月30日)窮鼠百合
- IDOL FILEVol.25 HAKAMA(2022年1月28日)狐々ちーりん
- BUBKA5月号(2022年3月31日)海飛あお
- BRODY6月号(2025年4月23日)戌飼朱莉
- BRODY8月号(2025年6月23日)緋狼紫稀

## 出演

### テレビ
- 「深夜に発見！新ｓｈｏｃｋ感～一度おためしください～」(2020年1月14日 テレビ東京)兎遊みゆう
- 「あたり前じゃねぇからな！ TV」(2020年7月20日 TOKYO MX)狐々ちーりん
- 「Tune」(2021年1月28日 フジテレビ)
- 「ちば朝ライブ モーニングこんぱす」(2021年3月29日 -2022年3月28日　千葉テレビ、テレビ神奈川、テレ玉 )
-月曜日「戦国アニマルのおうちで朝トレ！」コーナーをメンバー２名選抜で担当-
- 「TALKIN’ ABOUT」(2021年4月16日、23日 TOKYO MX1 )
- 「MIRAI系アイドルTV」(2021年11月10日 TOKYO MX )鴻森月紫
- 「激！今夜もドル箱」(2021年12月14日 テレビ東京 )窮鼠百合
- 「Tune」(2022年2月23日 フジテレビ )全メンバー

### ラジオ
- 『りゅうちぇると高見奈央のiDOL on-line!』(ShibuyaCross-FM)2020年9月9日
- 『れおなとまいなのミライノトビラジオ』(ShibuyaCross-FM)2021年5月6日

### ネット配信
- 矢口真里の火曜The NIGHT（2020年1月21日[25]、2022年6月15日[26]、8月10日[27]、ABEMA）2020年は窮鼠百合、寅丸さらさ、好蘭ありさ、海飛あお、2022年6月は窮鼠のみ、8月は海飛のみ